# Corpus ossis ischii
Corpus ossis ischii er den del af sædebenet der strækker sig fra acetabulum til siddeknuden. Den  er den del af sædebenet placeret mest dorsalt og superiort. Corpus ossis ischii er med til at danne acetabulum samt incisura ischiadica minor sammen med siddeknuden, samt en lille del af incisura ischiadica major sammen med tarmbenet.
Siddeknuden betragtes ofte som værende del af corpus og corpus er igennem denne en vigtig vægtbærende knogle i siddende stilling.

## Struktur
Corpus af sædebenet starter sit forløb ved acetabulum, hvor den i voksne er fuldstændigt vokset sammen med corpus af både skamben og tarmben. I gennemsnit er corpus af sædebenet med til at danne omkring 2/5 af acetabulum.
På den øvre medialside af corpus er et medialt-orienteret spidst knogleudspring benævnt spina ischiadica. Over spina ischiadica findes incisura ischiadica major, som er en struktur befindende hovedsageligt på tarmbenet. Under spina ischiadica findes således også incisura ischiadica minor. Begge er konvekse indhug på knoglens sagittalprofil, dog er major betydeligt dybere end minor.
For enden af corpus, og for enden af incisura ischiadica minor er et rugt hjørneområde benævnt tuber ischiadicum. Begyndelsen af dette hjørne er enden af corpus ossis ischii's brug som betegnelse på sædebenet.

## Referrencer
1. 1 2  Bojsen-Møller, Finn (2014). Bevægeapparatets Anatomi (13 udgave). Munksgaard. ISBN 978-87-628-0900-0.